# Michałówka (gmina Bezdany)
Michałówka (lit. Mykolinė) – kolonia na Litwie, w okręgu wileńskim, w rejonie wileńskim, w gminie Bezdany. Graniczy z Wilnem.

## Historia
W dwudziestoleciu międzywojennym zaścianek Michałówka leżał w Polsce, w województwie wileńskim, w powiecie wileńsko-trockim, w gminie Niemenczyn. W 1931 miejscowość liczyła 7 mieszkańców, zamieszkałych w 1 budynku.
Po II wojnie światowej w granicach Związku Sowieckiego. Od 1991 na niepodległej Litwie.